# Cung điện mùa Hè của Vương hậu Anna
Cung điện mùa Hè của Vương hậu Anna, đôi khi được gọi là Belvedere, là di sản kiến trúc mang phong cách Phục hưng nằm trong Vườn Hoàng gia của Lâu đài Praha ở Cộng hòa Séc.

## Lịch sử
Ferdinand Đệ nhất cho xây dựng Cung điện Mùa hè làm nơi ở của nữ hoàng Anne Jagiellonica. Công trình khởi công từ năm 1538 và hoàn thành vào năm 1560, tọa lạc tại rìa đông của Vườn Hoàng gia. Khu vườn được xây dựng đồng thời với Cung điện. Ban đầu kiến trúc sư người Ý Paolo della Stella thiết kế và Giovanni Spatio khởi công xây dựng, nhưng cả hai người và nữ hoàng Jagiellonica cũng vậy đều qua đời trước khi cung điện hoàn thành.
Sau khi hoàn thành, cung điện không được sử dụng thường xuyên cho đến khi Rudolf Đệ Nhị cải tạo tầng trệt cung điện thành một đài quan sát thiên văn và sử dụng cung điện để tiếp khách. Sau khi Rudolf Đệ Nhị qua đời, cung điện một lần nữa bị bỏ hoang trong hơn ba mươi năm. Sau đó, nơi đây trở thành căn cứ quân sự cho binh lính Thụy Điển trong Chiến tranh Ba Mươi năm. Trong vòng 100 năm, phòng thí nghiệm pháo binh đã được đặt tại căn cứ cho đến khi thống đốc Karel Chotek loại bỏ căn phòng.
Sau khi bị bỏ hoang, vào những năm 1860, Bernard Grueber và Petr Nobile đã tổ chức cải tạo lại tòa nhà, bổ sung một phòng trưng bày tranh ảnh và một cầu thang theo trường phái kiến trúc Tân cổ điển. Thập niên 1950,  kiến trúc sư người Séc Pavel Janák  trùng tu và đưa vào sử dụng như một phòng triển lãm. Lâu đài được công nhận là một Di tích Văn hóa Quốc gia vào năm 1962. Kể từ đó, tòa nhà là nơi tổ chức nhiều cuộc triển lãm mỹ thuật và nghệ thuật ứng dụng.

## Miêu tả

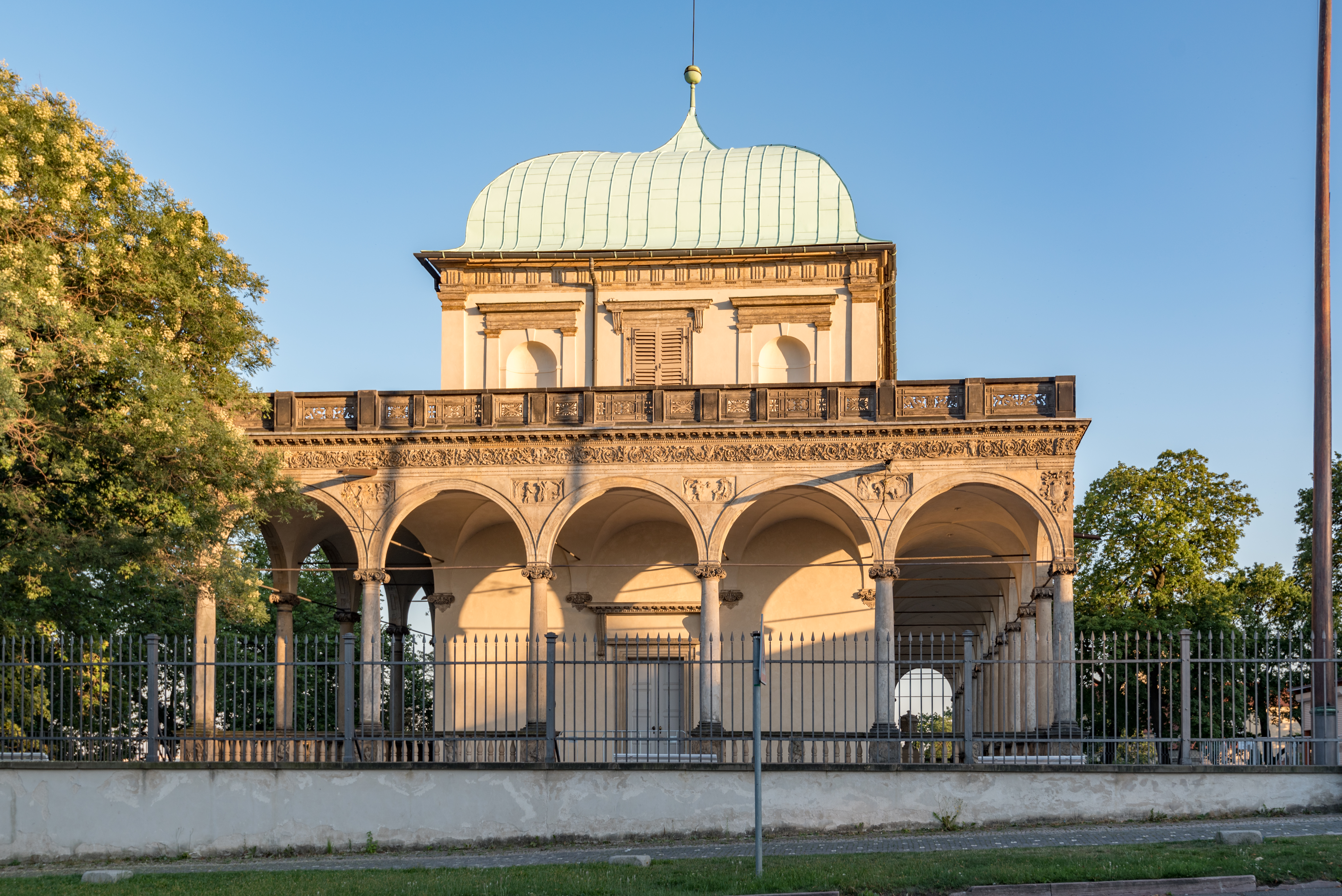
Mặt tiền phía Bắc của Cung điện Mùa hè

Phần thấp của cung điện gồm tầng trệt với một phòng trưng bày chiếm toàn bộ tòa nhà. Phía trên là nơi sinh hoạt, vũ trường và phòng trưng bày. Ngoài ra còn có một đài phun nước xây từ năm 1654, nằm ở phía trước cung điện.